# 7,5 cm KwK 37
7,5 cm KwK 37 (7,5 cm Kampfwagenkanone 37) var en tysk 7,5 cm kanon som användes i stridsfordon under andra världskriget, den var främst huvudbeväpningen för tidigare modeller av den medeltunga stridsvagnen Panzerkampfwagen IV och infanterikanonvagen Sturmgeschütz III. När den monterades i en infanterikanonvagn betecknades kanonen Sturmkanone 37 (StuK 37). Kanonen var primärt utvecklad för närunderstöd och hade högst begränsad verkan mot stridsvagnar.
| Amumunition | Vikt | Mynnings hastighet | Genomslag i pansar vid 30° vinkel | Genomslag i pansar vid 30° vinkel | Genomslag i pansar vid 30° vinkel | Genomslag i pansar vid 30° vinkel | Genomslag i pansar vid 30° vinkel |
| Amumunition | Vikt | Mynnings hastighet | 100m                              | 500m                              | 1000m                             | 1500m                             | 2000m                             |
| ----------- | ---- | ------------------ | --------------------------------- | --------------------------------- | --------------------------------- | --------------------------------- | --------------------------------- |
| K Gr rot Pz | 6,8  | 385                | 41                                | 39                                | 35                                | 33                                | 30                                |
| Gr38 H1/A   | 4,4  | 450                | 70                                | 70                                | 70                                | 70                                | -                                 |
| Gr38 H1/C   | 4,8  | 450                | 100                               | 100                               | 100                               | 100                               | -                                 |